# بروذر لورانس
بروذر لورانس (بالفرنسية: Laurent de la Résurrection)‏ هو كاتب فرنسي، ولد في 1614 في Hériménil ‏ في فرنسا، وتوفي في 12 فبراير 1691 في باريس في فرنسا.